# Heyuannia
Heyuannia é um gênero de dinossauros terópodes ovirraptórido com uma espécie conhecida, Heyuannia Yakshini. Os fósseis foram encontrados em várias formações do Cretáceo Superior (há cerca de 70 milhões de anos) da Mongólia, o mais proeminente nas camadas Khermin Tsav da Formação Barun Goyot. O Heyuannia é conhecido por vários espécimes, que incluem os braços, pernas, pélvis, cintura escapular e crânio parcial e algumas vértebras. Parte do material referido como Heyuannia vem de formações mais jovens, mas a identificação de alguns desses espécimes é questionável.